# Старообрядне кладовище (Київ)
Старообря́дне (Старообря́дницьке) кладови́ще — старовинний некрополь у Шевченківському районі міста Києва. Одне з двох повністю закритих кладовищ Києва, повністю заборонені будь-які поховання.

## Розташування і поточний стан
Знаходиться на відгалуженні гори, біля історичної місцевості Татарка та мусульманської мечеті Ар-Рахма («Милосердя»). Вхід на кладовищі з боку вулиці Лук'янівської (на тій частині вулиці Лук'янівської, де вона перетинається із Лук'янівським провулком).
Цвинтар перебуває у напівзруйнованому стані. Більшість могил зруйновані, надгробні пам'ятники похилені або повністю повалені. Найдавніші зі збережених могил датуються 1870-ми роками.  

## Історія
Цвинтар на Щекавиці. Старообрядне кладовище було частиною великого цвинтаря, що виник у 1772 році і займав майже всю Щекавицю. У 1782 р. тут побудовано церкву Всіх Святих. Власне Старообрядне кладовище виникло у 1808 році як окрема ділянка цвинтаря на Щекавиці для поховання членів старообрядницької громади.   
У 1886 р. цвинтар на Щекавиці обнесено парканом. На той час кладовище вже було переплановане і постало питання про його закриття.       
На початку ХХ століття за фронтом вулиці Лук'янівської був споруджений цегляний будиночок цвинтарного доглядача, а також цегляна брама. У 1986 р. брама була зруйнована, а разом із нею і будиночок доглядача.     
Цвинтар був закритий у 1900 році, однак окремі захоронення на ньому відбувались до 1928 р. Знову ховати на кладовищі почали під час Другої світової війни. За офіційними даними, останнє поховання на Старообрядному кладовищі датується 1945 р., після чого його закрили.   

## Відомі поховання
На кладовищі поховано чимало знакових для історії Києва осіб, однак всі їхні могили втрачено:
- Сергій Григорович Анастасевич (1781 — 09.01.1851) — майстер срібного цеху Києва, почесний громадянин міста, брат В. Г. Анастасевича.
- Іоанн Антонович Гошкевич (1822 — 05.11.1871) — протоієрей, професор Київської та Переяславської семінарій, автор проповідей і підручників. Батько видатного археолога Віктора Івановича Гошкевича. та протоієрея Леоніда Гошкевича.
- Петро Олександрович Григорович-Барський (1822 — 07.05.1907) — власник друкарні і найбільшої в Києві канцелярської крамниці. Представник київської купецької династії, до якої належав Василь Григорович-Барський.
- Михайло Спиридонович Гуляєв (1828 — 06.07.1866) — перекладач з гебрейської мови, професор Київської духовної академії. Батько академіка, дослідника римського права О.М. Гуляєва.
- Павло Петрович Должиков (1798 — 09.01.1884) — поет, власник книгарні на Подолі, яку відвідував Т. Шевченко.
- Парфеній Дехтерьов (1796 — 1837) — перший київський міський голова.
- Костянтин Данилович Думитрашко (24.04.1814 — 25.04.1886) — український письменник, поет і художник. Автор пісні "Чорнії брови, карії очі". Його портрет гетьмана Петра Сагайдачного висів в актовій залі Київської духовної академії.
- Олександр Григорович Дьяков (1860 — 25.09.1886) — слов'янознавець. Один з найкращих випускників Київської духовної академії (1885), доцент кафедри педагогіки та богослів'я.
- Микола Петрович Задерацький (1845 — 21.11.1880) — громадський діяч, педагог. Дослідник історії та культури західний слов'ян.

- Володимир Степанович Іконников (09.12.1841 — 26.11.1923) — літературознавець, історик, педагог. Академік Петербурзької академії наук та АН УРСР.  Професор Київського університету, доктор історії.

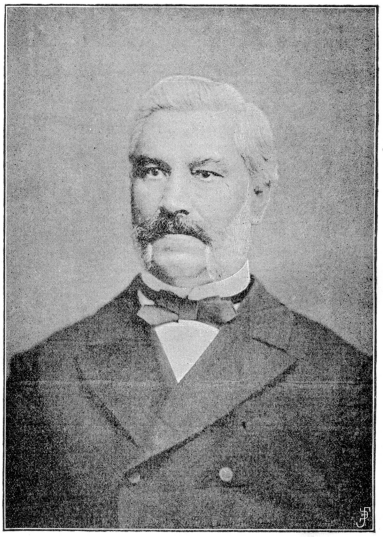
Феофан Лебединцев, 1889 р.

- Юхим Михайлович Крижанівський (10.10.1831 — 27.07.1888) — письменник, педагог, освітній діяч. Професор, дійсний статський радник. З 1871 р. — директор Першої чоловічої гімназії у Варшаві.

- Яків Іванович Кришинський (1796 — 21.03.1836) — професор загальної словесності Київської духовної академії.
- Петро Гаврилович Лебединцев (21.12.1819 — 03.12.1896) — протоієрей Софійського собору, історик і археолог. Професор Київської духовної академії.
- Лебединцев Феофан Гаврилович (12.03.1828 — 12.03.1888)  — перший видавець і редактор журналу "Киевская старина", автор спогадів про Т. Шевченка.
- Іоанн Петрович Максимович (13.08.1807 — 20.03.1861) — перекладач з гебрейської мови, професор Київської духовної академії, завідувач кафедри гебрейської мови. Брат письменника Павла Максимовича.
- Павло Петрович Максимович (1795 — 07.12.1888) — письменник, педагог.
- Костянтин Петрович Михальчук (21.12.1840 — 20.04.1914) — мовознавець, етнограф. Склав першу діалектологічну картку української мови.
- Іван Георгійович Некрашевич (1741 — 02.11.1794) — український поет і проповідник.
- Петро Іванович Раєвський (1847 — 20.01.1886) — український етнограф, письменник і гуморист.
- Костянтин Іванович Скворцов (1822  — 12.10.1876) — перекладач, професор Київської духовної академії. Син професора Івана Михайлович Скворцова.

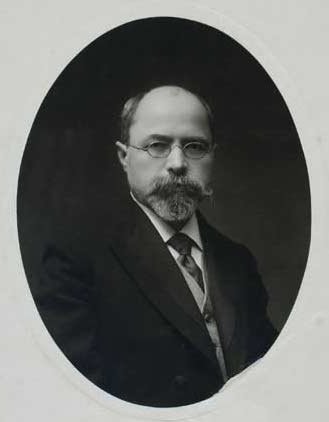
Петро Стебницький, міністр освіти Української Держави в уряді Ф.А. Лизогуба. 5 червня 1915 р.

- Петро Стебницький, міністр освіти Української Держави в уряді Ф.А. Лизогуба. 5 червня 1915 р.Петро Януарійович Стебницький (1862 — 14.03.1921) — український громадський і політичний діяч, письменник і публіцист.
- Михайло Андрійович Тулов (08.11.1814 — 11.05.1883) — член Історичного товариства імені Нестора-Літописця, голова товариста (у 1873—1874 роки).

Могили у північній частині цвинтаря. 2021 р.

## Братська могила червоноармійців
Біля входу на кладовище, по ліву руку від короткої асфальтованої дороги, що веде вглиб цвинтаря, встановлена меморіальна плита, на якій викарбувані імена бійців РСЧА. Майже всі вони були пацієнтами хірургічного польового шпиталю № 2236, померли від ран у 1943–1944 рр. і були поховані на цьому цвинтарі. На меморіальній плиті викарбувані 14 імен.
У процесі роботи зі створення Зведеної бази військових поховань періоду Другої світової війни на території України науковцями музею Історії України у Другій світовій війні встановлено прізвища ще 15 військовослужбовців РСЧА, похованих на Старообрядному кладовищі. Загалом відомо про поховання 29 воїнів. 15 осіб з-поміж усіх похованих – це бійці 135-ї стрілецької дивізії, яка восени 1943 р. вела бої під м. Київ. Серед загальної кількості похованих є представники 4 держав. Зокрема, вихідців з України – 5, Киргизької Республіки – 1, Російської Федерації – 6, Республіки Узбекистан – 1. Місце походження решти похованих невідоме. Щонайменше четверо похованих у братській могилі – мусульмани.